# Metromania
Metromania is het twaalfde muziekalbum van de Duitse muziekgroep Eloy. Het kan worden beschouwd als afsluiting van de succesperiode van Eloy als band. Na dit album kwam de band niet meer regelmatig met een album; Bornemann startte de band dan weer op, om even later de band weer stil te leggen. Een vaste kern was er behalve Bornemann zelf niet meer. De muziek van het album is progressieve rock uit de jaren ’80, niet het beste tijdperk in dat genre en ook niet van deze band. Interessant aan het album is zonder meer de platenhoes; dat is een ontwerp van Rodney Matthews. Terug in Eloy is Fritz Randow, hij speelde ook mee op de eerste albums van de band. Het album is opgenomen in de Horus Sound Studio in Hannover, de studio van Bornemann.

## Musici
- Frank Bornemann — gitaar zang;
- Klaus Peter Matziol — basgitaar
- Hannes Folberth — toetsinstrumenten
- Hannes Arkona — gitaar, toetsinstrumenten, vocoder, elektronische percussie en slagwerk
- Fritz Randow — slagwerk

- Kalle Bosel — achtergrondzang
- Jane "Janie" James — achtergrondzang
- Sabine Matziol — achtergrondzang
- Rainer Przywara — achtergrondzang
- Romy Singh — achtergrondzang
- Susanne en Monika — achtergrondzang

## Tracklist
| Nr. | Titel                                                                   | Duur |
| --- | ----------------------------------------------------------------------- | ---- |
| 1.  | Escape to the heights (Muziek: Eloy; Tekst: Bornemann, Mark Sarkautzky) | 5:03 |
| 2.  | Seeds of creation (M: Eloy, T; Martine Ryan, Andrew Ward)               | 4:28 |
| 3.  | All life is one (M: Eloy, T: Martine Ryan, Andrew Ward)                 | 6:28 |
| 4.  | The stranger (M: Eloy, T: Martine Ryan, Andrew Ward)                    | 3:59 |
| 5.  | Follow the light (M: Eloy, T: Martine Ryan, Andrew Ward)                | 9:37 |
| 6.  | Nightriders (M: Eloy, T: Martine Ryan, Andrew Ward)                     | 4:39 |
| 7.  | Metromania (M: Eloy, T: Martine Ryan, Andrew Ward)                      | 6:10 |